# 伊藤修子
伊藤 修子（いとう しゅうこ、1977年〈昭和52年〉1月31日 - ）は、日本の女優、コメディエンヌ、イラストレーター。神奈川県出身。武蔵野美術大学卒業。身長152cm。血液型O型。吉本興業所属。劇団「拙者ムニエル」在籍。

## 略歴・人物
1999年、オーディションを経て、劇団「拙者ムニエル」に加入。
舞台を中心に活動していたが、近年は舞台に加えTVCMやTVドラマ、ラジオ等へ活躍の場を広げる。
『笑っていいとも!』（フジテレビ）2012年10月4日放送初登場時に、「劇団「拙者ムニエル」所属の超個性派女優独特な芸風と超ネガティブなキャラが話題に!」とキャプションにて紹介された。
バッファロー吾郎と舞台で共演した縁で、大喜利イベントの「ダイナマイト関西」に選手としてスカウトされ、参加している。ここでもネガティブかつ怪異なキャラクターを発揮し、2010年のfirst大会では準優勝、2014年の大会でもベスト4という好成績を残した。その影響からか、芝居の中でも大喜利を振られることがあるという。
2014年11月8日放送の『IPPONグランプリ』（フジテレビ）の本戦出場者を決める事前番組「IPPONスカウト」に出演し、出場権を獲得した。
香取慎吾と同一生年月日。

## 出演

### テレビドラマ
- 池袋ウエストゲートパーク SOUPの回（2003年、TBS） - ラーメン客 役
- マンハッタンラブストーリー 第9話（2003年12月4日、TBS） - TVスタッフ 役
- タイガー&ドラゴン 第2話（2005年4月22日、TBS） - 中谷静 役
- 劇団演技者。第10回公演作：あの娘ぼくがロングコント決めたらどんな顔するだろう（2005年5月 - 6月、フジテレビ）
- 2ndハウス（2006年1月13日 - 3月31日、テレビ東京） - 妄想レディ・3号 役
- トンスラ（2008年10月 - 12月、日本テレビ）
- ロス:タイム:ライフ（2008年1月、フジテレビ）
- TRICK 新作スペシャル2（2010年5月15日、テレビ朝日） - タカダ姉妹 役
- うぬぼれ刑事（2010年7月 - 9月、TBS） - 小山（婦警） 役
- ビギナーズ!（2012年7月 - 9月、TBS） - 竹林典子 役
- 大河ドラマ 平清盛 第13回・第19回・第20回・第22回 - 第25回・第27回・第29回・第30回・第32回 - 第34回・第38回・第43回・第46回・第49回・最終回（2012年4月1日 - 12月23日、NHK） - 生田 役
- 浪花少年探偵団 第11話（2012年9月10日、TBS） - 児玉春代 役
- お助け屋☆陣八（2013年1月 - 3月、読売テレビ） - 謎の女 役
- 月曜ゴールデン 十津川警部シリーズ49（2013年1月21日、TBS） - 中林みな子 役
- 嘆きの美女 最終回（2013年3月2日、NHK BSプレミアム） - 斎藤和子 役
- おとりよせ王子 飯田好実（2013年4月 - 7月、名古屋テレビ） - 飴宮春奈 役
- 空飛ぶ広報室 最終話（2013年6月23日、TBS） - 須田隊員 役
- 東京センチメンタル（2014年12月30日、テレビ東京） - 学芸員 役
- ほんとにあった怖い話 「奇々怪々女子寮」（2015年8月29日、フジテレビ） - 平山喜美恵 役
- お義父さんと呼ばせて（2016年1月 - 3月、関西テレビ・フジテレビ） - 八千草千代 役
- グッドパートナー 無敵の弁護士（2016年4月 - 6月、テレビ朝日） - 白石あかね 役
- Chef〜三ツ星の給食〜（2016年10月 - 12月、フジテレビ） - 猪原敏子 役
- でも、結婚したいっ！〜BL漫画家のこじらせ婚活記〜（2017年4月4日、フジテレビ）
- この世にたやすい仕事はない（2017年4月 - 5月、NHK BSプレミアム）
- セシルのもくろみ（2017年7月 - 9月、フジテレビ） - 登坂千絵 役
- セトウツミ（2017年10月 - 12月、テレビ東京） - 田中真二の母 役
- おっさんずラブ（2018年4月21日 - 6月2日、テレビ朝日） - 瀨川舞香 役
  - おっさんずラブ -リターンズ-（2024年1月5日 - 3月1日）[5]
- 結婚相手は抽選で（2018年10月6日 - 11月24日、東海テレビ・フジテレビ） - 田口光子 役[6]
- 人生が楽しくなる幸せの法則（2019年1月10日 - 3月14日、日本テレビ） - 松澤初美 役
- 僕が笑うと（2019年3月26日、関西テレビ・フジテレビ） - 松田京子 役
- 連続テレビ小説 なつぞら 第142回（2019年9月12日、NHK） - 立山久子 役
- 孤独のグルメ Season8 第8話（2019年11月23日、テレビ東京） - 娘 役
- ピーナッツバターサンドウィッチ（2020年4月3日 - 5月22日、毎日放送） - 権田所長 役[7]
- お花のセンセイ（テレビ朝日） - 江ノ島薫 役
  - 第1弾（2020年8月30日）[8][9]
  - 第2弾（2021年12月23日）[10]
- 逃げるは恥だが役に立つ ガンバレ人類! 新春スペシャル!!（2021年1月2日、TBS） - 矢口さん 役[11]
- 俺の家の話 第2話 - 第4話・第7話（2021年1月29日 - 2月12日・3月5日、TBS） - 担任・堀井 役
- ライオンのおやつ（2021年6月27日 - 8月15日、NHK BSプレミアム） - ヘルパーさん 役
- アンラッキーガール! 第6話（2021年11月11日、読売テレビ・日本テレビ） - 小野塚部長 役
- 全っっっっっ然知らない街を歩いてみたものの Season2 第1話（2022年3月7日、フジテレビ）[12]
- 持続可能な恋ですか?〜父と娘の結婚行進曲〜 最終話（2022年6月21日、TBS） - 猫田さん 役
- ボーイフレンド降臨!（2022年10月15日 - 12月17日、テレビ朝日） - 赤井美香 役
- 青島くんはいじわる（2024年7月6日 - 9月14日、テレビ朝日） - 田村珠代 役[13]
- 新宿野戦病院 第2話（2024年7月10日、フジテレビ） - 槙原あゆみ 役
- D&D〜医者と刑事の捜査線〜（2024年10月18日 - 11月29日、テレビ東京） - 中澤恵子 役[14]
- Qrosの女 スクープという名の狂気 第6話・第7話・第9話・最終話（2024年11月11日・18日・12月2日・9日、テレビ東京） - コメンテーター 役
- 夜ドラ バニラな毎日（2025年1月20日 - 3月13日、NHK総合） - 優美 役[15][16]
- 法廷のドラゴン 第4話（2025年2月7日、テレビ東京） - 市川若菜 役[17]
- 藤子・F・不二雄 SF短編ドラマ シーズン3「オヤジ・ロック」（2025年3月26日、NHK BSプレミアム4K）[18]
- リベンジ・スパイ（2025年7月5日 - 、テレビ朝日） - 岩下園子 役[19]

### バラエティ
- うもれびと（2012年、フジテレビ）
- めちゃ×2イケてるッ!（2012年6月2日、フジテレビ） - ややこしい急行
- 森田一義アワー 笑っていいとも!（2012年10月 - 2013年3月、フジテレビ） - 木曜レギュラー
- 逃走中（2012年10月7日、フジテレビ） - 竜ヶ崎麗子 役
- 土曜スタジオパーク（2012年12月15日、NHK総合） - 趣味の「秘境巡り」「キーホルダー収集」「手編みニット帽」を披露
- LIFE!〜人生に捧げるコント〜（2012年12月22日、NHK BSプレミアム）
- 内村とザワつく夜（2014年9月9日、TBS）
- 上田と女が吠える夜(2023年3月29日、日本テレビ)

### CM
- 旭化成ホームプロダクツ『サランラップ ごはんの国・バス・コギャル・キャンペーン　ごはんの国を救え 篇』『ジップロック・フリーザーバッグ ごはんの国・バス・コギャル』（2000年）
- 名探偵コナン劇場版
- ライオン『ストッパ下痢止め』
- JCB『寄り道編』（2018年11月 - ）、『相棒のように～キャッシュレス定食～篇』（2019年） - 二宮和也と共演[20]
- 東急リバブル『母は知っている篇』（2019年11月 - ）（WEB動画）

### ナレーション
- ぶらぶらサタデー「タカトシ&温水が行く小さな旅シリーズ」 （2012年10月 - 2013年3月、フジテレビ）
- 淳の乾杯してみたっ!（2012年4月 - 9月、テレビ東京）
- ニッポン元気計画! 眠れるスター目覚ましバラエティ“ハックツベリー”（2014年4月 - 2015年9月、テレビ東京）

### 舞台
- 拙者ムニエル公演
  - 「DX寿姫」（1999年6月8日 - 13日）[21]
  - 「喰らわせたいの～花椿花子 BLOWING UP～」（1999年10月21日 - 27日）[21]
  - 「猫演劇フェスティバル」（2000年2月19日 - 27日）[21]
  - 「新しきペンギンの世界」（2000年7月7日 - 16日）[21]
  - 「星星瞳星キラリ」（2000年11月9日 - 13日）[21]
  - 春の祭典SPECIAL2001「KING＆QUEEN＆JOKER」（2001年3月17日 - 25日）[21]
  - 「絶叫家族」（2001年8月30日 - 9月3日）[21]
  - 「愛のいったりきたり劇場」（2002年2月20日 - 25日）[21]
  - 「新宿ギリギリ学園」（2002年10月3日 - 14日）[21]
  - 「グッド・アイデアマンズ・ユニーク・アドベンチャー」（2003年6月18日 - 24日）[21]
  - 「HYPER DX寿姫」（2003年11月27日 - 12月2日）[21]
  - 「バカが見る夢すごい夢」（2004年7月14日 - 21日）[21]
  - 「不思議インザハウス」（2004年11月17日 - 21日）[21]
  - 「FUTURE OR NO FUTURE」（2005年9月29日 - 10月10日）[22]
  - 「面白く山をのぼる」（2006年10月4日 - 11日）[23]
  - 「華なき子」（2006年6月9日 - 20日）[24]
  - 「ヤバ口さんちのツトム君!」（2007年7月21日 - 8月6日）[25]
  - 「悪い冗談のよし子」（2008年7月31日 - 8月6日）[26]
  - 「リッチマン」（2009年6月12日 - 21日）[27]
  - 「わくわくステーション」（2015年4月17日 - 21日）[28]
- THE SHAMPOO HAT「ワンダフル・ワールド」（2000年5月11日 - 14日）[29]
- ロリータ男爵「あいつは裸足」（2004年1月22日 - 26日）[30]
- シリーウォークプロデュース「フリドニア～フリドニア日記#1～」（2004年3月17日 - 28日）[31]
- 東京タンバリン「狐の牡丹」（2005年1月14日 - 24日）[32]
- KERA・MAP「ヤング・マーブル・ジャイアンツ」（2005年6月25日 - 7月3日）[33]
- innerchild「PANGEA」（再演）（2006年3月7日 - 13日）[34]
- 米米CLUB演劇部「私がオバさんになってる!?」（2006年12月26日 - 30日）
- イオン化粧品 シアターBRAVA!プロデュース「春子ブックセンター」（2008年6月、東京・大阪）[35]
- TRAPPER「マヌ★カン」（2009年3月26日 - 29日）[36]
- NGワードライフ（2011年9月、2012年8月）[37][38]
- 漂流教室〜大人たちの放課後〜（2009年9月12日 - 20日）
- ダイナマイト関西 (お笑いイベント)（2010年、2014年）
- とくお組第20回記念公演「近未来パーク」（2013年4月17日 - 4月21日） - 長嶋 役[39]
- マンボウやしろの告別ショー2013 帽子ヲ風ガ ～何違いな3人～（2013年7月12日 - 14日）[40]
- 神保町花月「THE PLAN9 春公演『校庭裁判所』」（2014年1月17日、大阪 / 2月14日、東京）[41]
- 神保町花月「3D役者の冬」（2014年2月25日 - 3月2日）[42]
- PANDA JOCKEY produce 1st「月の番犬」（2014年4月2日 - 6日）[43]
- とくお組第23回公演「銀河ホテル～たまプラーザ店」（2014年7月2日 - 6日） - ウーピー 役[44]
- 堀内夜あけの会「オマエは渋谷の夜回りおじさんじゃない!!」（2015年8月21日 - 23日）[45]
- 「おん・すてーじ「真夜中の弥次さん喜多さん」（2016年1月10日 - 17日、シアターGロッソ / 1月22日 - 24日、サンケイホールブリーゼ） - 奪衣婆 役[46]
- 堀内夜あけの会「なりたい自分にな～れ!」（2016年4月29日 - 5月1日、本多劇場）[47]
- プロペラ犬「珍渦虫」（2016年10月27日 - 11月8日、下北沢ザ・スズナリ）[48]
- 舞台 私のホストちゃん REBORN（2017年1月11日 - 22日、サンシャイン劇場 / 1月28日 - 29日、森ノ宮ピロティホール / 2月1日 - 2日、東海市芸術劇場大ホール） - 城ヶ崎ハニー 役
- 堀内夜あけの会「堀内健演劇講演会 未来のファンタジー」（2017年4月28日 - 5月1日、本多劇場）[49]
- 三途会～私の人生は罪ですか？～（2017年11月22日 - 26日、東京グローブ座）[38]
- あかりけしたpresents「手をつなぐには近すぎる」（2018年6月7日 - 10日、神保町花月）[50]
- ホリケン演劇の会「ラヴ戦争」（2018年7月20日 - 23日、本多劇場）[51]
- 劇タメ！新宿フルスロットル学園（2018年9月16日 - 17日、紀伊國屋ホール）[52]
- サラリーマン7～ネクタイと 二つ返事が 首絞める～（2019年7月25日 - 28日、神保町花月）[53]
- 久馬君と石田君の演「生前葬(so）ng♪」（2019年8月21日 - 25日、あうるすぽっと / 8月31日、COOL JAPAN PARK OSAKA　TTホール）[54]
- フラガール -dance for smile-（2019年10月18日、日本青年館ホール / 11月2日 - 4日、サンケイホールブリーゼ）
- 「MASHIKAKU CONTE LIVE『リンドバーグ』」（2020年1月5日 - 9日、博品館劇場）[55]
- ミュージカル「SUPERHEROISM」（2020年3月23日、品川プリンスホテル クラブeX（他の公演は新型コロナの影響で開催自粛[56]）） - ヨネ 役[57]
- 時子さんのトキ（2020年9月11日 - 21日、よみうり大手町ホール / 9月26日 - 27日、サンケイホールブリーゼ） - スナックのママ、時子のママ友 役[58]
- テアトロコントspecial / コントライブ「夜衝」（2021年7月30日（他の公演は新型コロナの影響で開催中止[59]）、ユーロライブ）
- ミュージカル「SUPERHEROISM」（再演）（2021年6月18日 - 25日、日本青年館ホール / 7月3日 - 4日、COOL JAPAN PARK OSAKA WWホール） - ヨネ 役[60]
- 舞台「ゲゲゲの鬼太郎」（2022年7月29日 - 8月15日、明治座 / 8月19日 - 28日、梅田芸術劇場）  - シーサー 役[61]
- 舞台「いいね!光源氏くん」（2023年8月12日 - 19日、三越劇場） - 武坂むさか 役[62]
- 女の友情と筋肉 THE MUSICAL -幸せの上腕二頭筋-（2024年5月17日、なかのZERO 大ホール / 5月25日・26日、森ノ宮ピロティホール / 5月30日 - 6月9日、品川プリンスホテル ステラボール） - 愛の天使 / ワン・チャン 役 ほか[63]

### 映画
- HUSH!-ハッシュ!-（2001年） - 産婦人科大部屋の女 役
- 笑う大天使（2006年） - 柚子の母 役
- TOKYO!〈メルド〉（2008年）
- ぐるりのこと。（2008年）
- 小森生活向上クラブ（2008年）
- ねえこの凹にハマる音をちょうだい（2017年）
- 劇場版 おっさんずラブ ～LOVE or DEAD～（2019年） - 瀬川舞香 役

### 配信
- 田中圭24時間テレビ（2018年12月15日21時 - 12月16日21時、AbemaSPECIAL2） - ホテルの従業員 役[64]
- おもちゃであそ部（2025年3月26日 - 、YouTube 他）[65]

### ラジオドラマ
- AuDeeオリジナルラジオドラマ「かたらずの華」（2021年3月 - 5月）[66][67]